# ヤング・シェルドン
『ヤング・シェルドン』（原題： Young Sheldon）は、アメリカ合衆国のコメディドラマである。

## 概要
テレビドラマ『ビッグバン★セオリー/ギークなボクらの恋愛法則』のスピンオフ。シェルドン・クーパーの少年時代を描く。CBSで2017年9月25日から放送されており、2024年2月からは最終シーズン7が放送されて完結した。
日本ではU-NEXTが初公開している。

## あらすじ
シーズン1では、1989年、テキサス東部メッドフォードで過保護で敬虔な母メアリー、双子の妹ミッシーらと暮らす9才の天才シェルドンが、飛び級で父ジョージがフットボールのコーチを務める高校に入り、高校1年の兄ジョージーと同じクラスに入って騒動を引き起こす。通りの向こうにメアリーの母コニー（バァバ）が住み、シェルドンは高校でベトナム系のタムと友人になる。メアリーは教会の秘書の仕事を始める。
シーズン2ではシェルドンは10才となり高校2年に進級する。科学予算を増やすために生徒会長となる。聴講する物理学教授スタージスがシェルドンの望み通りコニーと交際する。同い年の天才少女ペイジがライバルとして現れる。ジョージーは憧れの敬虔な美少女ベロニカの友人になる。メアリーの通う教会のジェフ牧師の結婚は破綻する。
シーズン3では、スタージスが精神病院に入院し、退院するもコニーと別れる。シェルドンは論文の共著者になれなかったためにスタージスと喧嘩になる。コニーはミッシーの野球チームのコーチでスポーツ店主のデイルと付き合う。ジョージーは小金を稼ぐようになる。ジェフ牧師は警官のロビンと再婚し、クーパー家の隣に越して来る。メアリーは教会の仕事に就く。シェルドンはスタージスの東テキサス工科大学に入学を決める。
シーズン4では、東テキサス工科大学にシェルドンが通い始め、大学を辞め超伝導加速器に勤めたスタージスの代わりに、やはりコニーに魅かれるリンクレター教授の指導を受ける。ミッシーは中学に入る。スタージスは失言で解雇され、スーパーマーケットに勤める。ジェフ牧師には息子ができる。
シーズン5では、ジョージーが高校を中退し、コニーが開いたコインランドリー裏のカジノを手伝う。29才のマンディと付き合い妊娠させる。ジョージーがガレージに引っ越したため、ミッシーとシェルドンは別々の部屋となる。父ジョージは離婚した隣のブレンダに魅かれ、メアリーは日曜学校を教えるロブ牧師に魅かれるも、ともに一線を越えずに踏みとどまる。ジョージは不成績でコーチを辞職する。スタージスは大学に復職する。
シーズン6では、ジョージ―とマンディの間に娘が生まれ、二人はやがて婚約する。父ジョージとメアリーはお互いに親しい友人がいても不倫には至っていないことを知る。ミッシーは十代の反乱を始める。シェルドンはドイツの大学に夏期講習に向かい、メアリーが同行する。直後、竜巻が町を襲って多額の現金もろともコニーの家を破壊する。

## 登場人物

### メイン
- シェルドン・クーパー : イアン・アーミテージ - 東テキサスに住む天才少年。シーズン1では9歳。(声:潘めぐみ)
- メアリー・クーパー : ゾーイ・ペリー（英語版） - シェルドンらの母、敬虔なバプテスト教徒　(声:冬馬由美)
- ジョージ・クーパー・シニア : ランス・バーバー（英語版） - シェルドンらの父、高校のフットボールのコーチ　(声:遠藤純一)
- ジョージ（ジョージー）・クーパー・ジュニア : モンタナ・ジョーダン（英語版） -　シェルドンとミッシーの兄、高校のフットボール選手　(声:斎賀みつき)
- メリッサ（ミッシー）・クーパー : レーガン・レボード - シェルドンの双子の妹　(声:小飯塚貴世江)
- 成長したシェルドン・クーパー (ナレーション) : ジム・パーソンズ　(声: 安達貴英)
- コンスタンス（コニー）・タッカー : アニー・ポッツ - クーパー家の向かいに住むメアリーの母（バァバ、ミーモ）、ギャンブル好きの未亡人　(声:一城みゆ希→野村須磨子)
- ジェフ・ディフォード牧師 : マット・ホビー（英語版） - メアリーが通うバプテスト教会の牧師。(S1-S2ではリカーリング、S3以降はメイン)
- ビリー・スパークス : Wyatt McClure - クーパー家の隣に住むあまり賢くない少年。ブレンダの息子。(S1-S4ではリカーリング、S5以降はメイン)
- マンディ・マカリスター: エミリー・オスメント - ジョージーの29才のガールフレンド。(S5ではリカーリング、S6以降はメイン)

### リカーリング
- ジョン・スタージス : ウォーレス・ショーン - 東テキサス工科大学の物理学教授、一時期コニーの恋人になる。後に粒子加速器勤務。　(S1-)
- タム・グエン : Ryan Phuong - シェルドンの高校でのベトナム系アメリカ人の友人、シェルドンにコミックなど科学以外の趣味を教える (S1-S4)
- ハーシェル・スパークス : ビリー・ガーデル - ビリーの父 、車の修理工場を経営(S1-S2)
- ブレンダ・スパークス : メリッサ・ピーターマン（英語版）- ビリーの母、ボーリング場に勤務 (S1-)(声:込山順子)
- ウェイン・ウィルキンス : Doc Farrow - 高校の体育教師、フットボールのアシスタントコーチ(S1-)
- ヴィクトリア・マッケルロイ : ヴァレリー・マハフェイ - 高校のシェルドンのホームルーム担任および英語教師 (S1-3)
- エヴェリン・イングラム : Danielle Pinnock - 高校の数学教師 (S1-S4)
- ヒューバート・ギヴンス : ブライアン・ステパニック - 高校の理科教師 (S1-)
- トム・ピーターソン : レックス・リン - 高校校長 (S1-)
- シェリル・ハッチンス : サラ・ベイカー（英語版） - 高校の司書 (S1-)
- ジーン・ランディ : ジェイソン・アレクサンダー - 高校の演劇部顧問 (S1-S5)
- ペグ : ナンシー・リネハン・チャールズ（英語版） - ジェフ牧師の秘書 (S1-S5)
- グレン : クリス・ワイルド（英語版） - コミック・ストアのオーナー (S1-3)
- ペイジ・スワンソン : マッケナ・グレイス - シェルドンと同い年の天才少女 (S2-)
- リンダ・スワンソン : アンドレア・アンダーズ - ペイジの母親 (S2-S4)
- グラント・リンクレター博士 : エド・ベグリー・ジュニア - スタージスの同僚の東テキサス工科大学物理学科教授、コニーに言い寄る (S2-)(声:橋本しんめい)
- ベロニカ・ダンカン : イザベル・メイ（英語版）- ジョージーの憧れの美少女、ハロウィン展示で宗教心に目覚める (S2-S3)
- ロビン : Mary Grill - ジェフ牧師の再婚相手で警官 (S2-)
- デイル・バラード : クレイグ・T・ネルソン - 野球チームのコーチでスポーツ店主、コニーの恋人になる (S3-)(声:長谷川裕貴)
- ジェイナ・ボグス: Ava Allan - ジョージーのガールフレンド (S3-S5)
- マーカス・ラーソン: London Cheshire  - ミッシーのボーイフレンド (S3-S4)
- ヘイグマイヤー: Wendie Malick - シェルドンが通う東テキサス工科大学学長 (S4-)
- ジューン : リーバ・マッキンタイア - デイルの前妻 (S3-S5)
- ロブ牧師 : Dan Byrd - 教会で日曜学校を教えることになった若い牧師 (S5-)
- ダレン : Caleb Emery - シェルドンの学生寮の部屋の隣人で友人 (S5)
- オスカー : Ivan Mok - シェルドンの学生寮の部屋の隣人で友人 (S5)
- ジム・マカリスター : ウィル・サッソー : マンディの父親 (S6-)
- オードリー・マカリスター : Rachel Bay Jones : マンディの母親 (S6-)
- トーニャ: Sofia Rosinsky : ジェフ牧師の姪 (S6)

## エピソード
| シーズン | シーズン | 話数 | 話数 | 放送期間      | 放送期間      |
| シーズン | シーズン | 話数 | 話数 | 初回放送      | 最終回放送    |
| -------- | -------- | ---- | ---- | ------------- | ------------- |
|          | 1        | 22   | 22   | 2017年9月25日 | 2018年5月10日 |
|          | 2        | 22   | 22   | 2018年9月24日 | 2019年5月16日 |
|          | 3        | 21   | 21   | 2019年9月26日 | 2020年4月30日 |
|          | 4        | 18   | 18   | 2020年11月5日 | 2021年5月13日 |
|          | 5        | 22   | 22   | 2021年10月7日 | 2022年5月19日 |
|          | 6        | 22   | 22   | 2022年9月29日 | 2023年5月18日 |
|          | 7        | 14   | 14   | 2024年2月15日 | 2024年5月16日 |

### シーズン1
| 通算 話数 | シーズン 話数 | タイトル                                                                            | 監督                 | 脚本 | 放送日         | 製作 番号 | U.S.視聴者数 (百万人) |
| --- | ------------- | ----------------------------------------------------------------------------------- | -------------------- | --- | -------------- | --------- | --------------------- |
| 1 | 1             | "9歳の高校生" "Pilot"                                                               | ジョン・ファヴロー   | チャック・ロレー & スティーブン・モラロ                                                                    | 2017年9月25日  | T12.15551 | 17.21                 |
| 9歳の天才シェルドン・クーパーは、飛び級で兄のジョージーと同じ高校のクラスに入る。一日目、シェルドンは教師たちの能力を疑い、級友の規則違反を指摘する。 |               |                                                                                     |                      | |                |           |                       |
| 2 | 2             | "友達をつくる方法" "Rockets, Communists, and the Dewey Decimal System"              | Michael Zinberg      | チャック・ロレー & スティーブン・モラロ                                                                    | 2017年11月2日  | T12.15552 | 12.66                 |
| クラスに友達がいないことを母メアリーが心配したため、シェルドンは図書館で友達をつくるための本を借りて試すがうまくいかない。姉のミッシーの勧めで同じ本を借りたことのある人たちと友達になろうとするがうまくいかない。ロケットへの興味が共通するベトナム系のタムと友達になり、メアリーはタムを夕食に招いてロケット製作を解禁する。FBI捜査官が来て、シェルドンがウラニウムを買おうとする理由を尋ねる。 |               |                                                                                     |                      | |                |           |                       |
| 3 | 3             | "初めての祈り" "Poker, Faith, and Eggs"                                             | Michael Zinberg      | Damir Konjicija & Dario Konjicija & チャック・ロレー & スティーブン・モラロ                                | 2017年11月9日  | T12.15553 | 12.39                 |
| シェルドンはジェフ牧師と科学と宗教の関係を巡って論争する。メアリーが心臓発作を起こしたジョージを病院に連れて行き、メアリーの母コニー（バァバ）が子守に来る。コニーが寝ている間、子供たちは自分たちだけで車に乗り病院に行く。病院の礼拝室で、シェルドンは父の無事を神に祈る。シェルドンが教会で論争を始めようとしたとき、ジョージは発作が起きたふりをする。 |               |                                                                                     |                      | |                |           |                       |
| 4 | 4             | "スーパーヒーロー誕生" "A Therapist, a Comic Book, and a Breakfast Sausage"         | Jaffar Mahmood       | チャック・ロレー & スティーブン・モラロ & Rob Ulin & Dave Bickel                                           | 2017年11月16日 | T12.15554 | 11.83                 |
| ソーセージをのどに詰まらせた後、シェルドンは固形物を食べることを怖がるようになり、5週間が経つ。両親はシェルドンを精神科医に連れて行く。シェルドンは軽蔑していた『X-メン』のコミックを待合室で読み始め、続きを読みに行ったコミックストアでタムに出くわす。タムからもらったリコリス菓子で摂食障害を克服する。子守を任されたコニーは親に関心を持たれていないジョージーとミッシーを慰める。 |               |                                                                                     |                      | |                |           |                       |
| 5 | 5             | "統計による勝利の戦略" "A Solar Calculator, a Game Ball, and a Cheerleader's Bosom" | Chris Koch           | チャック・ロレー & スティーブン・モラロ & Damir Konjicija & Dario Konjicija                                | 2017年11月23日 | T12.15555 | 11.43                 |
| シェルドンは統計学を使って学校のフットボールチームを勝たせて人気者になる。周囲がシェルドンに頼るようになり、疲労のあまりシェルドンは数学のテストの成績が下がってしまう。シェルドンは母に告げ口し周囲を失望させることで窮地を脱する。 |               |                                                                                     |                      | |                |           |                       |
| 6 | 6             | "NASAとの対決" "A Patch, a Modem, and a Zantac®"                                    | Don Scardino         | チャック・ロレー & スティーブン・モラロ & Anthony Gioe & Nick Mandernach                                   | 2017年11月30日 | T12.15556 | 12.11                 |
| NASAの科学者がシェルドンの垂直離着陸ロケットのアイデアを鼻にもかけなかったため、シェルドンは仕返しに科学者の誤りを証明しようとする。だが家の財政状況ではコンピューターを買って計算することができず、シェルドンは胃潰瘍になる。医者の所のコンピューターを借りて計算し、結果をNASAに送るも無視される。ジョージが一家でヒューストンに行き、シェルドンとの面会を強制する。科学者はシェルドンの理論を認めるも、現在の技術では実現不可能だと結論する。2016年、スペースXの垂直離着陸ロケット実験の成功後、イーロン・マスクは密かにシェルドンの古いノートを読む。 |               |                                                                                     |                      | |                |           |                       |
| 7 | 7             | "ジョージ vs. バァバ" "A Brisket, Voodoo, and Cannonball Run"                       | Mark Cendrowski      | Nick Bakay & チャック・ロレー & スティーブン・モラロ                                                       | 2017年12月7日  | T12.15557 | 12.49                 |
| 父ジョージとコニーはブリスケットのレシピを巡って喧嘩になり、母メアリーも巻き込まれる。子供たちは両親の離婚を心配する。 |               |                                                                                     |                      | |                |           |                       |
| 8 | 8             | "父の優しさ" "Cape Canaveral, Schrödinger's Cat, and Cyndi Lauper's Hair"           | ハワード・ドゥイッチ | チャック・ロレー & スティーブン・モラロ & David Bickel                                                     | 2017年12月14日 | T12.15558 | 11.64                 |
| 父ジョージはシェルドンとジョージーを連れてスペースシャトルの発射を見に行くが雨天で中止となる。シェルドンにとっては良い家族旅行の思い出となる。 |               |                                                                                     |                      | |                |           |                       |
| 9 | 9             | "兄の教え" "Spock, Kirk, and Testicular Hernia"                                     | Peter Lauer          | チャック・ロレー & スティーブン・モラロ                                                                    | 2017年12月21日 | T12.15559 | 11.32                 |
| シェルドンはジョージーを助けて数学の試験に合格点を取らせる。ジョージーはカンニングをしていたことを知り、シェルドンは尊敬するカーク船長にならって規則を曲げ、母の手紙を偽造して体育の授業を休む。体育教師でフットボールチームのアシスタンスコーチのウィルキンスが手紙を父ジョージに見せて嘘がばれる。 |               |                                                                                     |                      | |                |           |                       |
| 10 | 10            | "シェルドンにとってのベストな環境" "An Eagle Feather, a String Bean, and an Eskimo" | Rebecca Asher        | チャック・ロレー & スティーブン・モラロ & Rob Ulin & David Bickel                                          | 2018年1月4日   | T12.15560 | 14.70                 |
| シェルドンは教師たちに持て余され、校長は3時間離れたダラスの才能ある子供たちのための寄宿学校を勧める。シェルドンは最初は喜ぶが、預けられた家が気に入らず、家族はシェルドンがいなくて寂しがる。父ジョージはシェルドンを迎えに行く。 |               |                                                                                     |                      | |                |           |                       |
| 11 | 11            | "宗教と母の愛" "Demons, Sunday School, and Prime Numbers"                           | Howie Deutch         | チャック・ロレー & スティーブン・モラロ & Eric Kaplan                                                      | 2018年1月11日  | T12.15561 | 14.17                 |
| 敬虔なバプテスト教徒のメアリーはシェルドンがタムやビリーたちとダンジョンズ&ドラゴンズを遊ぶのを気に入らず、ジェフ牧師に相談してバプテストの信仰を勉強をするよう仕向ける。だがシェルドンはカトリックやユダヤ教などあらゆる宗教を調べ始め、愚かであることを罪とする「数学教」を創始する。 |               |                                                                                     |                      | |                |           |                       |
| 12 | 12            | "ビールか はたまたパソコンか" "A Computer, a Plastic Pony, and a Case of Beer"      | Richie Keen          | チャック・ロレー & スティーブン・モラロ & Tara Hernandez                                                   | 2018年1月18日  | T12.15562 | 13.33                 |
| シェルドンがタンディ1000をねだったことで、両親は喧嘩し、メアリーはシェルドンとミッシーを連れてコニーの家に行く。メアリーにタンディを買ってもらったシェルドンは喜ぶも、会話プログラムのELIZAには失望する。両親は仲直りし、家族はコンピューターを様々な用途に使い始める。 |               |                                                                                     |                      | |                |           |                       |
| 13 | 13            | "チョコクッキーとテキサスの男" "A Sneeze, Detention, and Sissy Spacek"              | Howie Deutch         | チャック・ロレー & スティーブン・モラロ & Eric Kaplan & Jeremy Howe                                        | 2018年2月1日   | T12.15563 | 12.92                 |
| インフルエンザが学校で流行し、シェルドンは細菌恐怖症になって教師がくしゃみをする教室を抜け出し続けた末に罰として停学になる。シェルドンは家のガレージを無菌室にして閉じこもる。コニーがテキサス人としての誇りに訴えてシェルドンを外の世界に出すが、シェルドンは熱を出して寝込む。 |               |                                                                                     |                      | |                |           |                       |
| 14 | 14            | "はじめてのお留守番" "Potato Salad, a Broomstick, and Dad's Whiskey"                | Howie Deutch         | チャック・ロレー & スティーブン・モラロ & Tara Hernandez                                                   | 2018年3月1日   | T12.15564 | 12.42                 |
| メアリーは教会の秘書の職に就く。ジェフ牧師は、英語を解さず浪費癖のある美人の妻のことでメアリーに相談する。シェルドンとミッシーは二人だけで放課後に家で留守番することになる。 |               |                                                                                     |                      | |                |           |                       |
| 15 | 15            | "地質学へのいざない" "Dolomite, Apple Slices, and a Mystery Woman"                  | Mark Cendrowski      | チャック・ロレー & スティーブン・モラロ & Tara Hernandez                                                   | 2018年3月8日   | T12.15565 | 12.52                 |
| シェルドンとタムは地質学に興味を持つ知的な上級生の女子リビーをグループに加える。だがシェルドンはリビーに子ども扱いされることに傷つき、再びタムと二人だけのグループに戻る。 |               |                                                                                     |                      | |                |           |                       |
| 16 | 16            | "脱科学" "Killer Asteroids, Oklahoma, and a Frizzy Hair Machine"                    | Howie Deutch         | チャック・ロレー & スティーブン・モラロ                                                                    | 2018年3月29日  | T12.15566 | 11.91                 |
| 学校のサイエンス・フェアで優勝できなかったシェルドンは科学を止めると宣言し、役者になると決める。学校の演劇部に入り、『アニー』の舞台で女の子を演じることになる。だが観客を見て怖気好き、顧問の先生が代役を務めることになる。 |               |                                                                                     |                      | |                |           |                       |
| 17 | 17            | "天敵 現る" "Jiu-Jitsu, Bubble Wrap, and Yoo-Hoo"                                   | Jaffar Mahmood       | チャック・ロレー & スティーブン・モラロ & Tara Hernandez & Jeremy Howe                                     | 2018年4月5日   | T12.15567 | 11.66                 |
| シェルドンは隣人のビリーの6才の妹のボビーにいじめられる。両親は抗議に行くが、状況は改善しない。弱腰の父親同士はもめ事を解決するために乱闘しかけたと口裏を合わせる。 |               |                                                                                     |                      | |                |           |                       |
| 18 | 18            | "大人としての責任" "A Mother, A Child, and a Blue Man's Backside"                   | Jaffar Mahmood       | チャック・ロレー & スティーブン・モラロ & Teagan Wall & David Bickel & Damir Konjicija & Dario Konjicija   | 2018年4月12日  | T12.15568 | 11.70                 |
| メアリーはシェルドンの持つコミック『ウォッチメン』の内容が不適当だとして没収する。怒ったシェルドンは大人として扱ってほしいと自分自身の世話をし始める。竜巻が来て、シェルドンは家族の価値を知る。 |               |                                                                                     |                      | |                |           |                       |
| 19 | 19            | "もう一人の天才" "Gluons, Guacamole, and the Color Purple"                          | Alex Reid            | チャック・ロレー & スティーブン・モラロ & Tara Hernandez                                                   | 2018年4月19日  | T12.15569 | 11.67                 |
| シェルドンはコニーの車で、大学の物理学教授ジョン・スタージスの講義を聴講しに行き、スタージスとコニーの交際を画策する。 |               |                                                                                     |                      | |                |           |                       |
| 20 | 20            | "初めてのペット" "A Dog, A Squirrel, and a Fish Named Fish"                         | Jaffar Mahmood       | Damir Konjicija & Dario Konjicija & Teagan Wall & チャック・ロレー & スティーブン・モラロ & David Bickel   | 2018年4月26日  | T12.15570 | 11.15                 |
| シェルドンの潔癖症のため、ペットの犬を巡って隣人のスパークス家とクーパー家の間で争いが起きて、ジェフ牧師が介入する。 |               |                                                                                     |                      | |                |           |                       |
| 21 | 21            | "ロマンスの芽生え" "Summer Sausage, a Pocket Poncho, and Tony Danza"                | Alex Reid            | スティーブン・モラロ & Eric Kaplan & Stacey Pulwer & チャック・ロレー & Tara Hernandez & Connor Kilpatrick | 2018年5月3日   | T12.15571 | 11.67                 |
| シェルドンの狙い通り、スタージスはコニーの家に泊まり、シェルドンは家から双眼鏡で観察する。父ジョージはミッシーと、母メアリーはジョージーと二人だけの時間を過ごす。 |               |                                                                                     |                      | |                |           |                       |
| 22 | 22            | "協定書の誕生" "Vanilla Ice Cream, Gentleman Callers, and a Dinette Set"            | Jaffar Mahmood       | Jeremy Howe & Damir Konjicija & Dario Konjicija & チャック・ロレー & スティーブン・モラロ & Eric Kaplan    | 2018年5月10日  | T12.15572 | 12.44                 |
| コニーはスタージスとローゼンブルームの両方と交際しようとするが、結局はスタージスを選ぶ。ローゼンブルームはあきらめず、スタージスは彼と対面する。コニーは怒り、シェルドンは皆が守るべき協定書をつくる。 |               |                                                                                     |                      | |                |           |                       |

### シーズン2
| 通算 話数 | シーズン 話数 | タイトル                                                                    | 監督                 | 脚本 | 放送日         | 製作 番号 | U.S.視聴者数 (百万人) |
| --- | ------------- | --------------------------------------------------------------------------- | -------------------- | --- | -------------- | --------- | --------------------- |
| 23 | 1             | "補助輪と責任の重み" "A High-Pitched Buzz and Training Wheels"              | Jaffar Mahmood       | チャック・ロレー & スティーブン・モラロ & David Bickel & Eric Kaplan & Jeremy Howe                          | 2018年9月24日  | T12.16053 | 10.58                 |
| シェルドンは冷蔵庫の異音に耐えられず修理代に200ドルがかかる。代金を負担するよう父に言われ、シェルドンは新聞配達を始めて苦労する。ついにはビリーにアウトソーシングする。 |               |                                                                             |                      | |                |           |                       |
| 24 | 2             | "未知なる感情" "A Rival Prodigy and Sir Isaac Neutron"                      | Mark Cendrowski      | チャック・ロレー & スティーブン・モラロ & David Bickel & Damir Konjicija & Dario Konjicija & Tara Hernandez | 2018年9月27日  | T12.16052 | 10.21                 |
| シェルドンはスタージスのクラスで、同い年で自分より頭のいいペイジ・スワンソンに出会い、嫉妬心に苦しむ。スワンソン家がクーパー家を訪ねてくる。ジョージーとミッシーはペイジの姉のエリカと仲良くなる。 |               |                                                                             |                      | |                |           |                       |
| 25 | 3             | "信仰の危機" "A Crisis of Faith and Octopus Aliens"                         | Jaffar Mahmood       | チャック・ロレー & スティーブン・モラロ & Eric Kaplan & Maria Ferrari & Jeremy Howe                         | 2018年10月4日  | T12.16051 | 10.68                 |
| 知り合いのハンソン家の娘が交通事故で無くなり、メアリーは神の意志を疑い信仰の危機を迎える。シェルドンは母を慰める。 |               |                                                                             |                      | |                |           |                       |
| 26 | 4             | "消えた小切手の謎" "A Financial Secret and Fish Sauce"                      | Jonathan Judge       | チャック・ロレー & スティーブン・モラロ & David Bickel & Jeremy Howe & Damir Konjicija & Dario Konjicija    | 2018年10月11日 | T12.16054 | 11.18                 |
| 両親の確定申告を始めたシェルドンは小切手が一枚行方不明であることに気づく。父に秘密にするよう頼まれたストレスで便秘になる。コニーが無免許のジョージーに運転させて逮捕された罰金であることが分かる。 |               |                                                                             |                      | |                |           |                       |
| 27 | 5             | "チーム・ミッシー!" "A Research Study and Czechoslovakian Wedding Pastries" | Jude Weng            | チャック・ロレー & スティーブン・モラロ & Damir Konjicija & Dario Konjicija & David Bickel & Eric Kaplan    | 2018年10月18日 | T12.16055 | 11.00                 |
| スタージスの同僚が二卵性双生児の比較調査を行い、週300ドルの報酬に惹かれたジョージが渋るメアリーを説得して引き受ける。 シェルドンは分析力に優れるが、ミッシーは同情的理解力に優れる。メアリーはミッシーがおざなりにされていると感じていることを知る。 |               |                                                                             |                      | |                |           |                       |
| 28 | 6             | "ハロウィーンの小さな勝利" "Seven Deadly Sins and a Small Carl Sagan"       | Chris Koch           | チャック・ロレー & David Bickel & Jeremy Howe & Eric Kaplan & Connor Kilpatrick                             | 2018年10月25日 | T12.16056 | 10.96                 |
| 昨年のハロウィーンイベント「地獄の館」が批判を浴びたジェフ牧師はメアリーに任せることにする。メアリーに依頼された高校の演劇部顧問のランディは熱中しメアリーから実権を奪って大がかりなお化け屋敷を創作する。ジョージーの憧れのベロニカは展示に衝撃を受けて宗教心に目覚める。シェルドンはカール・セーガンに扮して近所を回る。 |               |                                                                             |                      | |                |           |                       |
| 29 | 7             | "言わぬが花" "Carbon Dating and a Stuffed Raccoon"                          | Rebecca Asher        | チャック・ロレー & スティーブン・モラロ & Damir Konjicija & Dario Konjicija & Eric Kaplan & Tara Hernandez  | 2018年11月1日  | T12.16057 | 11.07                 |
| ジョージとシェルドンは博物館でペイジとその両親に再会し、離婚危機を知らされる。コニーはガレージセールを開くが、スタージスが亡夫の上着を着るのを見て戸惑う。 |               |                                                                             |                      | |                |           |                       |
| 30 | 8             | "ジョージーの才能" "An 8-Bit Princess and a Flat Tire Genius"               | Jaffar Mahmood       | チャック・ロレー & スティーブン・モラロ & Damir Konjicija & Dario Konjicija & David Bickel & Tara Hernandez | 2018年11月8日  | T12.16058 | 11.00                 |
| コニーとシェルドンはビデオゲーム中毒になる。ジョージーは隣人のハーシェルの修理工場の手伝いをしてパンク修理に才能を発揮する。 |               |                                                                             |                      | |                |           |                       |
| 31 | 9             | "家族間の力学" "Family Dynamics and a Red Fiero"                            | Alex Reid            | チャック・ロレー & スティーブン・モラロ & Maria Ferrari & Tara Hernandez & Eric Kaplan & Jeremy Howe        | 2018年11月15日 | T12.16059 | 10.77                 |
| 高校2年に進級していたシェルドンは選択科目で心理学を選び、感謝祭の間に家族の力学を観察する宿題を与えられる。シェルドンは、ジョージがオクラホマ州のタルサ大学のスペシャルチームコーチの職を提示され、引っ越したくないメアリーと家族の間で相克が生じるのを観察する。ジョージは家族のために断る。 |               |                                                                             |                      | |                |           |                       |
| 32 | 10            | "バジンガ!" "A Stunted Childhood and a Can of Fancy Mixed Nuts"             | Rebecca Asher        | チャック・ロレー & スティーブン・モラロ & Tara Hernandez                                                    | 2018年12月6日  | T12.16060 | 10.91                 |
| ミッシーのところにお泊りに来たペイジは、子供時代に成熟しすぎると大人になって人間関係に支障をきたすとシェルドンに警告する。シェルドンは子供らしいいたずら者になろうと努力する。スタージスはコニーから運転を習う。 |               |                                                                             |                      | |                |           |                       |
| 33 | 11            | "アルフへの手紙" "A Race of Superhumans and a Letter to Alf"                | Jaffar Mahmood       | Tara Hernandez & Damir Konjicija & Dario Konjicija & チャック・ロレー & スティーブン・モラロ & Eric Kaplan  | 2019年1月3日   | T12.16061 | 10.95                 |
| 『猿の惑星・征服』を見たシェルドンはミッシーに教育を強制して嫌われる。ジョージーは回心したベロニカに近づくために教会に通うも、洗礼式でキスしようとして嫌われる。二人はメアリーから外出禁止にされる。 |               |                                                                             |                      | |                |           |                       |
| 34 | 12            | "ボンボン痛と比喩としての鯨" "A Tummy Ache and a Whale of a Metaphor"       | Mark Cendrowski      | チャック・ロレー & スティーブン・モラロ & Tara Hernandez & Jeremy Howe & Connor Kilpatrick                  | 2019年1月10日  | T12.16062 | 12.05                 |
| 『白鯨』の授業中にシェルドンは腹痛を起こし、胆嚢切除のために入院して職員を悩ませるが、心臓に穴の開いた少年と同室になって落ち着く。 |               |                                                                             |                      | |                |           |                       |
| 35 | 13            | "電気代と小型原子炉炉" "A Nuclear Reactor and a Boy Called Lovey"           | Chris Koch           | チャック・ロレー & スティーブン・モラロ & Tara Hernandeo & Eric Kaplan                                      | 2019年1月17日  | T12.16064 | 11.46                 |
| ジョージーはベロニカにボーイフレンドがいることで酷く落ち込む。冷蔵庫を開けっぱなしにしたことで叱られたシェルドンは小型原子炉で発電しようと火災報知器のアメリシウムを大量に集め、政府が調査に来る。 |               |                                                                             |                      | |                |           |                       |
| 36 | 14            | "ダビデとゴリアテ" "David, Goliath, and a Yoo-hoo from the Back"            | Jaffar Mahmood       | チャック・ロレー & スティーブン・モラロ & Jeremy Howe & Stacey Pulwer & Maria Ferrari & Tara Hernandez      | 2019年1月31日  | T12.16063 | 11.58                 |
| シェルドンはジョージーをいじめるトミーと友人になるが、別のいじめっ子のジェイソンともめ事になってロッカーに閉じ込められる。ミッシーはコニーから、自分が死産になりそうだったためにメアリーは回心したと聞かされる。 |               |                                                                             |                      | |                |           |                       |
| 37 | 15            | "代打メアリー" "A Math Emergency and Perky Palms"                           | Jaffar Mahmood       | チャック・ロレー & スティーブン・モラロ & Tara Hernandez & Jeremy Howe & Connor Kilpatrick                  | 2019年2月7日   | T12.16065 | 12.06                 |
| スタージスの試験で95%の点しかもらえなかったシェルドンは論争を挑み、ジョージから目上の人間を敬うよう諭されるが、スタージスは採点の誤りを認めて100%の点をくれる。ジェフ牧師が病気になったので、メアリーは結婚カウンセラーや独居老人の訪問などの仕事を代わる。 |               |                                                                             |                      | |                |           |                       |
| 38 | 16            | "試される愛国心" "A Loaf of Bread and a Grand Old Flag"                     | Alex Reid            | チャック・ロレー & スティーブン・モラロ & Tara Hernandez & Jeremy Howe & Connor Kilpatrick                  | 2019年2月21日  | T12.16066 | 11.31                 |
| 好物だったブランドのパンの味が変わってしまったために、シェルドンは調査に乗り出す。買収した企業がコストを下げるために味を変えてしまったことを知り、私企業に対する政府の規制強化を訴える。テレビのインタビューで共産主義を賛美する誘導尋問にひっかかり、クーパー家は町の村八分になってしまい、必要以上に愛国心をアピールする必要に迫られる。ジョージーは、ボーイフレンドに捨てられたベロニカと友人になる。                                                                                                  |               |                                                                             |                      | |                |           |                       |
| 39 | 17            | "バイオリンと宗教の効能" "Albert Einstein and the Story of Another Mary"    | Beth McCarthy-Miller | チャック・ロレー & スティーブン・モラロ & Eric Kaplan & Steve Holland                                       | 2019年3月7日   | T12.16067 | 11.57                 |
| メアリーが妊娠したため、家計を心配したジョージは昇給を得るが、メアリーは流産する。アルバート・アインシュタインに憧れるシェルドンはバイオリンの練習を始め、さらにユダヤ教徒になろうとするが、ラビに諭されてあきらめる。 |               |                                                                             |                      | |                |           |                       |
| 40 | 18            | "ならし運転と紅茶の惨劇" "A Perfect Score and a Bunsen Burner Marshmallow"  | Chris Koch           | チャック・ロレー & スティーブン・モラロ & David Bickel & Tara Hernandez & Eric Kaplan & Jeremy Howe         | 2019年4月4日   | T12.16068 | 10.50                 |
| シェルドンが全国模試で満点を取ったため、大学がシェルドンの入学に関心を示す。家から離れるお試しとして、シェルドンはスタージスの家に泊まってみることにする。メアリーは寂しがり、シェルドンが小火を起こしたために連れ帰る。 |               |                                                                             |                      | |                |           |                       |
| 41 | 19            | "シェルドンの選挙活動" "A Political Campaign and a Candy Land Cheater"      | Jude Weng            | チャック・ロレー & スティーブン・モラロ & Damir Konjicija & Dario Konjicija & David Bickel & Steve Holland  | 2019年4月25日  | T12.16069 | 10.46                 |
| 古い実験器具でひどい目に遭ったシェルドンは、学校の予算が科学よりフットボールに向けられていることに憤って生徒会長に立候補する。シェルドンはミッシーの情報で対立候補がニューヨーク州出身であることを知って反撃し、テキサス人の愛郷心に訴えて当選する。 |               |                                                                             |                      | |                |           |                       |
| 42 | 20            | "それぞれのサプライズ" "A Proposal and a Popsicle Stick Cross"              | Jaffar Mahmood       | チャック・ロレー & スティーブン・モラロ & David Bickel & Steve Holland & Tara Hernandez & Jeremy Howe       | 2019年5月2日   | T12.16070 | 10.73                 |
| 家庭の問題を抱えるベロニカはクーパー家に泊まりに来る。父ジョージは、連れ戻しに来たベロニカの母のボーイフレンドを阻止する。スタージスはコニーにプロポーズして断られ落ち込む。コニーは結婚はする気がないが、新聞広告を出して愛を示す。 |               |                                                                             |                      | |                |           |                       |
| 43 | 21            | "神への献金" "A Broken Heart and a Crock Monster"                           | Alex Reid            | チャック・ロレー & スティーブン・モラロ & Damir Konjicija & Dario Konjicija & Tara Hernandez & Jeremy Howe  | 2019年5月9日   | T12.16071 | 10.48                 |
| メアリーは、結婚が破綻し落ち込むジェフ牧師を家に招く。妻に逃げられた牧師は転職を考えるが、婦人警官ロビンに出会って考え直す。シェルドンとミッシーは教会に多額の寄付を集める。コニーはスタージスをカジノに連れて行く。 |               |                                                                             |                      | |                |           |                       |
| 44 | 22            | "ニュートリノの孤独" "A Swedish Science Thing and the Equation for Toast"   | Jaffar Mahmood       | チャック・ロレー & スティーブン・モラロ & Damir Konjicija & Dario Konjicija & Eric Kaplan & Tara Hernandez  | 2019年5月16日  | T12.16072 | 13.60                 |
| ジョージーは自分の金でケーブルテレビに加入する。父ジョージはケーブルテレビを見せてもらえないことで怒り、これまでジョージーのために使った経費の請求書を見せる。シェルドンは早朝5時のノーベル賞授賞式の中継を聞くパーティーを企画して全校生徒を招待する。スタージスは自分が大した業績をあげられないことに落ち込み、奇矯な行動をとる。パーティーには誰も来ず、シェルドンは将来も自分には友達ができないと覚って泣き出す。ナレーションは、シェルドンの誤りを正し、やがて彼の友人となる子供たちの姿が見られる。 |               |                                                                             |                      | |                |           |                       |

### シーズン3
| 通算 話数 | シーズン 話数 | タイトル                                                                                           | 監督                       | 脚本 | 放送日         | 製作 番号 | U.S.視聴者数 (百万人) |
| --- | ------------- | -------------------------------------------------------------------------------------------------- | -------------------------- | --- | -------------- | --------- | --------------------- |
| 45 | 1             | "ジョージーの錬金術" "Quirky Eggheads and Texas Snow Globes"                                       | Jaffar Mahmood             | チャック・ロレー & スティーブン・モラロ & Tara Hernandez & Jeremy Howe & Steve Holland & Maria Ferrari     | 2019年9月26日  | T12.16451 | 8.24                  |
| スタージスが精神病院に入院したために、メアリーはシェルドンの将来を心配し始める。シェルドンもまた母の妙な様子を心配する。ジョージーは小銭を稼ぐ。 |               | |                            | |                |           |                       |
| 46 | 2             | "高等教育の要塞" "A Broom Closet and Satan's Monopoly Board"                                       | Alex Reid                  | チャック・ロレー & スティーブン・モラロ & Steve Holland & Tara Hernandez & Jeremy Howe & Connor Kilpatrick | 2019年10月3日  | T12.16452 | 8.35                  |
| スタージスの指導を受けられなくなったシェルドンは授業をさぼって一人で勉強する。コニーは代わりにリンクレター教授の授業を受けられるよう取りはからう。ジェフ牧師は警官のロビンと付き合い、メアリーにアドバイスを求める。 |               | |                            | |                |           |                       |
| 47 | 3             | "点と線" "An Entrepreneurialist and a Swat on the Bottom"                                          | Mark Cendrowski            | Steve Holland & Maria Ferrari & Connor Kilpatrick & スティーブン・モラロ & Eric Kaplan & Jeremy Howe       | 2019年10月10日 | T12.16453 | 7.63                  |
| リンクレターはコニーと付き合う下心からシェルドンを講義に招くが、コニーはそれが嫌でシェルドンを大学に送ることを拒否する。シェルドンはコニーを侮辱し、両親に罰を受ける。シェルドンは一人バスでスタージスの入院する病院に向かう途中、隣の客に自分の過ちを教えられる。ジョージーは小銭を稼いでベロニカに高価なプレゼントを贈るも拒否される。                                                                                         |               | |                            | |                |           |                       |
| 48 | 4             | "ホビットvs科学" "Hobbitses, Physicses and a Ball with Zip"                                        | Jaffar Mahmood             | スティーブン・モラロ & Eric Kaplan & Tara Hernandez & Steven Holland & Maria Ferrari & Connor Kilpatrick   | 2019年10月17日 | T12.16454 | 7.94                  |
| 統一場理論に熱中しすぎたシェルドンをメアリーが心配したため、シェルドンは科学と距離を置くことにして指輪物語を読み始めて分析し物語内の矛盾を追究する。指輪物語の夢を見たのち、科学に戻る。ミッシーは野球に夢中な男の子の気を引くために父とキャッチボールを始める。男の子にはふられるが、父に教わったカーブで林檎をぶつける。 |               | |                            | |                |           |                       |
| 49 | 5             | "恋のキューピッド" "A Pineapple and the Bosom of Male Friendship"                                  | Alex Reid                  | チャック・ロレー & Steve Holland & Maria Ferrari & スティーブンモラロ & Tara Hernandez & Jeremy Howe       | 2019年10月24日 | T12.16455 | 8.66                  |
| スタージスは退院するも、コニーを苦しめないよう別れを切り出す。コニーは元のボーイフレンドとよりを戻そうとするもうまくいかない。 |               | |                            | |                |           |                       |
| 50 | 6             | "有意義な午後" "A Parasol and a Hell of an Arm"                                                    | Chris Koch                 | チャック・ロレー & Eric Kaplan & Jeremy Howe & スティーブン・モラロ & Steve Holland & Connor Kilpatrick    | 2019年11月7日  | T12.16456 | 8.83                  |
| 教会のカーニバルでジェフ牧師はダンクタンクの的になり、ミッシーは7回連続して命中させる。ミッシーは野球のチームに入ろうとするが女子であるためにコーチのデイルに拒否される。スタージスとの別れで落ち込んでいたコニーはデイルに抗議に行ってミッシーをチームに入れさせる。 |               | |                            | |                |           |                       |
| 51 | 7             | "ボンゴ・ピグマエウスとの負けられない戦い" "Pongo Pygmaeus and a Culture that Encourages Spitting" | Jaffar Mahmood             | チャック・ロレー & スティーブン・モラロ & Steve Holland & Maria Ferrari & Tara Hernandez & Jeremy Howe     | 2019年11月14日 | T12.16457 | 9.05                  |
| シェルドンはモデムを手に入れてネットでの論争を始める。デイルはコニーと付き合い始めるとともにジョージとも親交を結ぶ。メアリーは野球チームに入ったことで他の女の子にいじめを受ける。隣人のブレンダに批判されたメアリーはミッシーに野球を続けるよう言う。ほかの女の子がジョージーと話すのを見たベロニカは胸騒ぎを覚える。 |               | |                            | |                |           |                       |
| 52 | 8             | "強欲の罪とジョージーの初仕事" "The Sin of Greed and a Chimichanga from Chi-Chi's"                 | Chris Koch                 | Eric Kaplan & Maria Ferrari & Jeremy Howe & スティーブン・モラロ & Steve Holland & Connor Kilpatrick       | 2019年11月21日 | T12.16458 | 8.38                  |
| スタージスの大学は優秀なシェルドンを飛び級で迎えるため、父ジョージに高給のコーチ職を提示する。高校もまた、優秀なシェルドンを引き留めて奨励金を保とうとし、シェルドンとジョージに媚を売る。一方、ジョージーはデイルのスポーツ店で働いて稼ぎ、無礼な態度を見せ始める。メアリーは家が強欲の罪に支配されたと心配する。 |               | |                            | |                |           |                       |
| 53 | 9             | "遠回しなお断り" "A Party Invitation, Football Grapes and an Earth Chicken"                        | Jaffar Mahmood             | スティーブン・モラロ & Steve Holland & Tara Hernandez & Eric Kaplan & Maria Ferrari & Jeremy Howe          | 2019年12月5日  | T12.16459 | 8.39                  |
| 隣人のスパークス家はビリーの誕生パーティーにシェルドンを外してミッシーだけを招く。スタージスはコニーとよりを戻そうとしてすげなくされ、ジョージに相談しようとして断られる。メアリーはブレンダを説得してシェルドンも招待させ、ジョージも反省してスタージスを家に招く。シェルドンはパーティーに出席するが、ビリーとともにパーティーを抜け出して遊び、メアリーとブレンダは奇矯な息子たちの将来を心配する。                           |               | |                            | |                |           |                       |
| 54 | 10            | "恐怖のプール" "Teenager Soup and a Little Ball of Fib"                                            | Nikki Lorre                | Eric Kaplan & Maria Ferrari & Tara Hernandez & スティーブン・モラロ & Steve Holland & Connor Kilpatrick    | 2019年12月12日 | T12.16460 | 8.21                  |
| シェルドンは不潔なプールでの水泳の授業をさぼるために仮病になる。母に嘘をついた罪悪感から本当に風邪をひこうとして成功し、周囲の皆にうつす。スタージスはデイルを嗅ぎ回る。 |               | |                            | |                |           |                       |
| 55 | 11            | "立てこもる子供たちと性教育" "A Live Chicken, a Fried Chicken and Holy Matrimony"                  | Alex Reid                  | スティーブン・モラロ & Steve Holland & Yael Glouberman & Maria Ferrari & Tara Hernandez & Jeremy Howe      | 2020年1月9日   | T12.16461 | 7.57                  |
| ジェフ牧師とロビンは婚前交渉を避けるために急いで結婚し、準備を手伝ったメアリーは妊娠のため式を挙げられなかった自分の過去を思い出して感傷的になる。ジョージーとコニーは子供たちの世話を任される。父ジョージはガールフレンドを部屋に連れ込んだジョージーに自分の体験とともに性教育をし、ミッシーは燐家の鶏を食用処分から救おうとし、シェルドンはチャットルームで知り合った見知らぬ男を連れ込んで『新スタートレック』を一緒に見る。 |               | |                            | |                |           |                       |
| 56 | 12            | "悩めるペイジと聞き上手なシェルドン" "Body Glitter and a Mall Safety Kit"                          | リー・トンプソン           | スティーブン・モラロ & Steve Holland & Eric Kaplan & Maria Ferrari & Tara Hernandez & Connor Kilpatrick    | 2020年1月16日  | T12.16462 | 8.88                  |
| 両親が離婚したペイジがクーパー家に遊びに来る。離婚の原因が自分だと信じて荒れ始め、賢い子でいたくないと語る。スタージスの助言で、シェルドンはペイジの話を聞いてやり、暖かい飲み物をこしらえる。一方、父ジョージは稼ぎを得て傲慢になりつつあるジョージーと対話を試みる。 |               | |                            | |                |           |                       |
| 57 | 13            | "意地悪なキャンプ" "Contracts, Rules and a Little Bit of Pig Brains"                               | Jaffar Mahmood             | チャック・ロレー & Eric Kaplan & Maria Ferrari & スティーブン・モラロ& Steve Holland & Jeremy Howe         | 2020年1月30日  | T12.16463 | 8.64                  |
| デイルがジョージとジョージーをキャンプに誘い、スタージスもついて来ることにする。デイルは意地の悪い侮辱を繰り返され、スタージスは一人で家に帰る。コニーは亡夫の墓の前で、デイルとスタージスについて語りかける。 |               | |                            | |                |           |                       |
| 58 | 14            | "願い事と神の計画" "A Slump, a Cross and Roadside Gravel"                                          | ハワード・ドゥイッチ       | スティーブン・モラロ & Steve Holland & Connor Kilpatrick & Eric Kaplan & Maria Ferrari & Tara Hernandez    | 2020年2月6日   | T12.16464 | 8.98                  |
| ジョージーはシェルドンの力を借りて砂利からプラチナを抽出しようとするが、学校の窯で火事を起こしてしまう。ミッシーは十字架をお守りがわりに使って打撃成績を上げようとし、メアリーを怒らせる。 |               | |                            | |                |           |                       |
| 59 | 15            | "バーの人気者と幸運のおまじない" "A Boyfriend's Ex-Wife and a Good Luck Head Rub"                  | Jaffar Mahmood             | スティーブン・モラロ & Steve Holland & Eric Kaplan & Maria Ferrari & Tara Hernandez & Jeremy Howe          | 2020年2月13日  | T12.16465 | 8.89                  |
| コニーはデイルの前妻ジューンと出会い一緒に酒を飲む。ジューンはコニーがスタージスのことを忘れていないことに気づき、スタージスにあきらめないよう助言する。シェルドンは他の学生と共同研究をするが、彼らを見下してもめる。 |               | |                            | |                |           |                       |
| 60 | 16            | "初めての飛行機" "Pasadena"                                                                        | Jaffar Mahmood             | Eric Kaplan & Maria Ferrari & Jeremy Howe & スティーブン・モラロ & Steve Holland & Tara Hernandez          | 2020年2月20日  | T12.16466 | 9.11                  |
| カリフォルニア工科大学を訪れて講義をするスティーブン・ホーキング博士に会うため、シェルドンは父と初めて飛行機に乗る。パニックを起こすが、スポックになりきらせることでなだめる。メアリーはジョージーとガールフレンドのジェンナとの電話を盗み聞きし、二人の関係は悪化するが、自分の若気の至りの過ちを告白して仲直りする。 |               | |                            | |                |           |                       |
| 61 | 17            | "師匠への犯行" "An Academic Crime and a More Romantic Taco Bell"                                   | メリッサ・ジョーン・ハート | スティーブン・モラロ & Steve Holland & Maria Ferrari & Tara Hernandez & Jeremy Howe & Connor Kilpatrick    | 2020年3月5日   | T12.16467 | 8.55                  |
| シェルドンはスタージスの論文を手伝うが、共著者にされなかったために、盗用として非難する。スタージスは怒ってシェルドンの授業出席を禁止する。ジェンナとつきあっていたジョージーはベロニカに出くわし、思いがよみがえる。メアリーはミッシーのために女の子をかたどった野球のトロフィーを探す。 |               | |                            | |                |           |                       |
| 62 | 18            | "できない仲直り" "A Couple Bruised Ribs and a Cereal Box Ghost Detector"                           | Chris Koch                 | チャック・ロレー & Eric Kaplan & Connor Kilpatrick & スティーブン・モラロ & Steve Holland & Maria Ferrari  | 2020年3月12日  | T12.16468 | 8.88                  |
| 図書室の司書ハッチンスが、ジョージの不注意で怪我をしたため、クーパー家が引き取って世話をすることになる。ハッチンスと話したシェルドンはスタージスに無礼であったことに気づいて謝罪する。ジョージーはガールフレンドのジェンナが本気すぎると感じてコニーに相談し、別れることになる。 |               | |                            | |                |           |                       |
| 63 | 19            | "理想の隣人" "A House for Sale and Serious Woman Stuff"                                            | Alex Reid                  | スティーブン・モラロ & Steve Holland & Maria Ferrari & Eric Kaplan & Tara Hernandez & Jeremy Howe          | 2020年4月2日   | T12.16469 | 10.06                 |
| 隣家が売りに出されてシェルドンは誰が隣人になるか心配する。ジェフ牧師とロビンが買って安心するが、子供が生まれると聞いて動揺する。ミッシーは野球で好きな男の子を相手に投げるのを躊躇する。三振に打ち取るも手を握ってもらい狂喜する。 |               | |                            | |                |           |                       |
| 64 | 20            | "残っていた乳歯" "A Baby Tooth and the Egyptian God of Knowledge"                                  | Jaffar Mahmood             | Eric Kaplan & Tara Hernandez & Jeremy Howe & スティーブン・モラロ & Steve Holland & Connor Kilpatrick      | 2020年4月16日  | T12.16470 | 9.57                  |
| シェルドンは乳歯を抜くために麻酔にかかり、トートと話して統一場理論を説いた夢を見るが、起きると答えを覚えていない。デイルはコニーとカジノに旅行に出かけ、ジョージーに店を任す。デイルは求婚するがコニーは断ってデイルを傷つける。ジョージーはレジを開きっぱなしにして売り上げを盗まれてしまう。デイルに弁償するが首になる。 |               | |                            | |                |           |                       |
| 65 | 21            | "輪切りソーセージとシェルドンの独立宣言" "A Secret Letter and a Lowly Disc of Processed Meat"      | Alex Reid                  | スティーブン・モラロ & Steve Holland & Connor Kilpatrick & Maria Ferrari & Tara Hernandez & Jeremy Howe    | 2020年4月30日  | T12.16471 | 10.14                 |
| シェルドンと父ジョージは、メアリーがカリフォルニア工科大学や他の著名な大学からの入学を誘う手紙を隠していたことを知って怒る。シェルドンは、遠くの大学に一人で行くことは現実的でないと覚り、スタージスの東テキサス工科大学への入学を望んでメアリーを納得させる。コニーとジョージーはデイルの店に仕返しをする。 |               | |                            | |                |           |                       |

### シーズン4
シーズン4の邦題はU-NEXTおよびAmazon Prime Videoでは表示されず、Netflixでのみ表示されている。
| 通算 話数 | シーズン 話数 | タイトル                                                                                   | 監督              | 脚本 | 放送日         | 製作 番号 | U.S.視聴者数 (百万人) |
| --- | ------------- | ------------------------------------------------------------------------------------------ | ----------------- | --- | -------------- | --------- | --------------------- |
| 66 | 1             | "高校生活の終わり" "Graduation"                                                            | Jaffar Mahmood    | 原案: Eric Kaplan & Jeremy Howe & Connor Kilpatrick 脚本: スティーブン・モラロ & Steve Holland & Tara Hernandez   | 2020年11月5日  | T12.16751 | 6.77                  |
| デイルはジョージーを再び雇い、コニーと元のさやに戻ろうとする。シェルドンは高校を、ミッシーは小学校を卒業する。シェルドンは大学に行くことに不安を覚える。 |               |                                                                                            |                   | |                |           |                       |
| 67 | 2             | "学びは無常の喜び" "A Docent, A Little Lady and a Bouncer Named Dalton"                    | Alex Reid         | 原案: スティーブン・モラロ & Steve Holland & Tara Hernandez 脚本: Maria Ferrari & Jeremy Howe & Connor Kilpatrick | 2020年11月12日 | T12.16752 | 7.40                  |
| シェルドンは鉄道博物館の説明員の職を得るが、知識をひけらかし過ぎて首になる。コニーは編み物について語り続けることで過ちを悟らせようとするがうまく行かない。ミッシーは初潮を迎え、父ジョージは困惑する。ジョージーとメアリーは、R指定の映画の趣味で一致する。 |               |                                                                                            |                   | |                |           |                       |
| 68 | 3             | "補助輪からの卒業" "Training Wheels and an Unleashed Chicken"                              | Jeremy Howe       | 原案: Maria Ferrari & Tara Hernandez & Connor Kilpatrick 脚本: スティーブン・モラロ & Steve Holland & Eric Kaplan | 2020年11月19日 | T12.16753 | 7.30                  |
| 大学構内の移動のため、シェルドンは補助輪なしの自転車の乗り方をミッシーから教わるも、腕を骨折してしまう。ギプスをはめて母に甘やかされる。ミッシーの言葉で自分をハンディキャップを乗り越えたスティーヴン・ホーキング博士になぞらえ、成長の記念として人々にギプスにサインをもらう。ギプスが取れた後はミッシーから自転車を改めて教わる。 |               |                                                                                            |                   | |                |           |                       |
| 69 | 4             | "聖書キャンプと愛の戦車" "Bible Camp and a Chariot of Love"                                | Jaffar Mahmood    | 原案: スティーブン・モラロ & Steve Holland & Jeremy Howe 脚本: Maria Ferrari & Tara Hernandez & Connor Kilpatrick | 2020年12月3日  | T12.16754 | 7.57                  |
| 夏休み、シェルドンはミッシーと聖書キャンプに行かされて、ペイジと再会する。二人は聖書のクイズで競い、敗れたシェルドンは徹夜で勉強する。シェルドンは自分を無視するペイジを苛立たせて殴られる。ジョージーはベッド付きの古いバンを買って父ジョージに家を追い出される。ジョージーは意地になってバンに固執するも、ガールフレンドの父親に拒否されてバンを売ることにする。 |               |                                                                                            |                   | |                |           |                       |
| 70 | 5             | "シーフ（泥棒）とパラディン（聖騎士）" "A Musty Crypt and a Stick to Pee On"               | Alex Reid         | 原案: Tara Hernandez & Jeremy Howe & Connor Kilpatrick 脚本: スティーブン・モラロ & Steve Holland & Eric Kaplan   | 2020年12月17日 | T12.16755 | 6.86                  |
| 両親とウィルキンス夫妻はサンアントニオでのコーチ研修会に行く。コニーはデイルが善人になろうとするのが気に入らない。ジョージーのガールフレンドのジェイなは妊娠を疑うが、テストは陰性となる。 |               |                                                                                            |                   | |                |           |                       |
| 71 | 6             | "新入生オリエンテーション" "Freshman Orientation and the Inventor of the Zipper"           | Jaffar Mahmood    | 原案: Steve Holland & Eric Kaplan & Tara Hernandez 脚本: スティーブン・モラロ & Jeremy Howe & Connor Kilpatrick   | 2021年1月21日  | T12.16756 | 7.38                  |
| 大学でシェルドンを迎えるはずのスタージスがダラス近郊の超伝導加速器に勤務することになる。知らなかったコニーは落ち込むも、手紙を受け取って喜ぶ。隣のジェフ牧師は父ジョージの助けで育児の準備をする。シェルドンはトラブルを乗り切って大学のオリエンテーションを乗り切る。 |               |                                                                                            |                   | |                |           |                       |
| 72 | 7             | "哲学と人を追う虫" "A Philosophy Class and Worms That Can Chase You"                       | Alex Reid         | 原案: Tara Hernandez & Jeremy Howe & Connor Kilpatrick 脚本:スティーブン・モラロ & Steve Holland & Eric Kaplan    | 2021年2月11日  | T12.16757 | 7.59                  |
| シェルドンは大学でスタージスの代わりにリンクレター教授の世話を受けることになる。哲学の教授と認識論を戦わせてやり込められ、必死に哲学を勉強する。荘子の『胡蝶の夢』の蝶になった夢を見る。ミッシーと隣のビリーは中学に入る。 |               |                                                                                            |                   | |                |           |                       |
| 73 | 8             | "実存的危機とシャボン玉" "An Existential Crisis and a Bear That Makes Bubbles"             | Alex Reid         | 原案: スティーブン・モラロ & Eric Kaplan & Tara Hernandez 脚本:Steve Holland & Jeremy Howe & Connor Kilpatrick    | 2021年2月18日  | T12.16758 | 7.72                  |
| シェルドンは哲学に目覚め、専攻を物理から哲学に変更しようとして周囲をあわてさせる。ジョージーは授業をさぼり、フットボールもやめてスポーツ用品店の仕事に集中したいと言い出す。 |               |                                                                                            |                   | |                |           |                       |
| 74 | 9             | "猿回しの猿はイヤ" "Crappy Frozen Ice Cream and an Organ Grinder's Monkey"                 | Michael Judd      | 原案:Steve Holland & Tara Hernandez & Yael Glouberman 脚本:スティーブン・モラロ & Connor Kilpatrick & Marie Cheng | 2021年2月25日  | T12.16759 | 7.87                  |
| シェルドンは大学の寄付者とのディナーに嫌々出席させられ、正直に相手をやり込めたおかげで寄付額を増やす。デイルの息子の結婚式に出たコニーは、わざと若いボーイフレンドを連れて来たデイルの前妻ジューンと喧嘩になる。ジョージーの説得で、メアリーはミッシーが学校のダンスに行くことを許す。 |               |                                                                                            |                   | |                |           |                       |
| 75 | 10            | "473個のボルトとカウボーイ・エアロビクス" "Cowboy Aerobics and 473 Grease-Free Bolts"      | Melissa Joan Hart | 原案: Eric Kaplan & Jeremy Howe & Connor Kilpatrick 脚本:スティーブン・モラロ & Steve Holland & Yael Glouberman   | 2021年3月4日   | T12.16760 | 7.71                  |
| シェルドンはリンクレター教授の助手になろうとしつこく頼み職を手にする。つまらない仕事をさせられて辞めようとするが父ジョージの説得で職にとどまる。リンクレターの計算に誤りを見つけても助手としての立場をわきまえて指摘しない。リンクレターは教えてくれるようしつこく頼むがシェルドンは折れず、実験で火事が起きる。ジョージーはエアロビクスのビデオを作って儲けようとして、演劇部顧問のランディを頼み、カウボーイのエアロビクスを撮影しようとする。利益の配分で出資者のコニーと折り合わず、ランディはデビッド・ハッセルホフを使ってビデオを作り大儲けするも、自伝ミュージカルで失敗し儲けを失う。 |               |                                                                                            |                   | |                |           |                       |
| 76 | 11            | "クラブで友達探し" "A Pager, a Club and a Cranky Bag of Wrinkles"                          | Jaffar Mahmood    | 原案: スティーブン・モラロ & Steve Holland & Eric Kaplan 脚本:Tara Hernandez & Jeremy Howe & Connor Kilpatrick    | 2021年3月11日  | T12.16761 | 6.49                  |
| 友達のいないシェルドンはリンクレターにつきまとい悩ませる。大学のクラブにも興味がわかず、自分でプロフェッサー・プロトン・クラブを立ち上げる。ジューンとコニーは仲直りにカジノで酔っ払う。ジョージはポケベルを持ち、勘違いから老婆の世話をすることになる。 |               |                                                                                            |                   | |                |           |                       |
| 77 | 12            | "バァバと科学実験" "A Box of Treasure and the Meemaw of Science"                           | Alex Reid         | 原案: Steve Holland & Tara Hernandez & Marie Cheng 脚本:スティーブン・モラロ & Jeremy Howe & Connor Kilpatrick    | 2021年4月1日   | T12.16762 | 6.64                  |
| シェルドンとリンクレターは太陽ニュートリノ実験のため、コニーの編み物の技を活用する。メアリーは、ジェフ牧師と隣のブレンダが散歩しているのを見て嫉妬するも、ブレンダは夫が出て行ったと明かす。ジョージーは昔のシェルドンの完璧な答案用紙を手に入れて生徒に売る。理科教師のギヴンスが司書のハッチンスと逢引きをしているのを目撃し、取引で互いに沈黙を守る。 |               |                                                                                            |                   | |                |           |                       |
| 78 | 13            | "教育の新しい形とジジババのバス" "The Geezer Bus and a New Model for Education"            | Melissa Joan Hart | 原案:スティーブン・モラロ & Connor Kilpatrick & Yael Glouberman 脚本:Steve Holland & Eric Kaplan & Tara Hernandez | 2021年4月8日   | T12.16763 | 6.95                  |
| 乗っていたコニーの車が事故を起こし、シェルドンは車恐怖症となる。リンクレターに電話で遠隔授業を頼むが断られ、ヘイグマイヤー学長に説得してもらう。学長はクーパー家に電話回線を増設するが、メアリーは特別扱いをやめるよう頼む。 |               |                                                                                            |                   | |                |           |                       |
| 79 | 14            | "政府からの絶対的承認" "Mitch's Son and the Unconditional Approval of a Government Agency" | Alex Reid         | 原案: Eric Kaplan & Tara Hernandez & Jeremy Howe 脚本:スティーブン・モラロ & Steve Holland & Connor Kilpatrick    | 2021年4月15日  | T12.16764 | 7.46                  |
| シェルドンが行った確定申告が過少申告だと見なされて少額の追徴課税が科される。父ジョージはおとなしく払おうとするも、ケチをつけられたシェルドンは不服を申し立て、IRSは過去3年間の監査を行う。シェルドンは失言を犯すも、父の助言で立ち直り監査官をやり込める。デイルは健康診断を受け、夫を亡くしてから医者を避けていたコニーも受けることにする。 |               |                                                                                            |                   | |                |           |                       |
| 80 | 15            | "元には戻らない" "A Virus, Heartbreak and a World of Possibilities"                        | Michael Judd      | 原案:スティーブン・モラロ & Steve Holland & Connor Kilpatrick 脚本:Eric Kaplan & Tara Hernandez & Jeremy Howe     | 2021年4月22日  | T12.16765 | 7.01                  |
| メアリーとコニーは夫に出て行かれたブレンダをバーに連れて行く。父ジョージはビリーを預かり友人たちとのポーカーに加える。ジョージーとジェイナはミッシーをマーカスとの映画デートに連れて行く。シェルドンのコンピューターは海賊版ゲームに含まれていたウイルスに汚染されて全データを失う。 |               |                                                                                            |                   | |                |           |                       |
| 81 | 16            | "2人の天才児" "A Second Prodigy and the Hottest Tips for Pouty Lips"                       | Melissa Joan Hart | 原案:Steve Holland & Tara Hernandez & Jeremy Howe 脚本:スティーブン・モラロ & Connor Kilpatrick & Marie Cheng     | 2021年4月29日  | T12.16766 | 7.34                  |
| ヘイグマイヤー学長はシェルドンにペイジを勧誘するよう頼む。ライバルを恐れるシェルドンはペイジが東テキサス工科大学を嫌うよう仕向けるが、ペイジはコロンビアかハーバードを希望していると言い、シェルドンは面白くない。ミッシーはシェルドンがペイジに恋していると信じ、シェルドンもそう思い込む。ペイジはこれを利用してシェルドンにいたずらを仕掛ける。 |               |                                                                                            |                   | |                |           |                       |
| 82 | 17            | "ブラックホール" "A Black Hole"                                                            | Jaffar Mahmood    | 原案:Steve Holland & Jeremy Howe & Connor Kilpatrick 脚本:スティーブン・モラロ & Eric Kaplan & Tara Hernandez     | 2021年5月6日   | T12.16767 | 6.64                  |
| スタージスはTV局の取材で超電導加速器がブラックホールを生み出す可能性を示唆してしまったため解雇され、街に戻ってきてスーパーマーケットで働き始める。クーパー家はスタージスをディナーに招き、ブラックホールにより世界が終わりを迎える可能性や、平行世界に飛ばされる可能性を想像する。 |               |                                                                                            |                   | |                |           |                       |
| 83 | 18            | "波乱に満ちた非線形力学の世界" "The Wild and Woolly World of Nonlinear Dynamics"           | Alex Reid         | 原案: Eric Kaplan & Tara Hernandez & Jeremy Howe 脚本:スティーブン・モラロ & Steve Holland & Connor Kilpatrick    | 2021年5月13日  | T12.16768 | 7.21                  |
| ジェフ牧師が生まれたばかりの息子の育児で忙しいため、メアリーは教会での仕事を肩代わりする。ミッシーはボーイフレンドのことで落ち込み、シェルドンと共有する部屋に閉じこもり、シェルドンのものを壊す。メアリーは帰宅し、ミッシーを罰する。コニーはシェルドンに妹の面倒を見るよう言い、シェルドンはミッシーを慰める。 |               |                                                                                            |                   | |                |           |                       |

### シーズン5
| 通算 話数 | シーズン 話数 | タイトル                                                                                         | 監督                       | 脚本 | 放送日         | 製作 番号 | U.S.視聴者数 (百万人) |
| --- | ------------- | ------------------------------------------------------------------------------------------------ | -------------------------- | --- | -------------- | --------- | --------------------- |
| 84 | 1             | "大ゲンカの夜に" "One Bad Night and Chaos of Selfish Desires"                                    | Alex Reid                  | Steve Holland] & Eric Kaplan & Nick Bakay & スティーブン・モラロ & Jeremy Howe & Connor Kilpatrick         | 2021年10月7日  | T12.17201 | 7.12                  |
| 離婚したブレンダはバーでジョージと出くわして誰もいない家に誘うが、ジョージは心臓発作を起こして病院に運ばれる。自分のせいだと思ったミッシーはジョージに謝る。ジョージとブレンダは、不倫をしかけたことで気まずい思いをする。 |               |                                                                                                  |                            | |                |           |                       |
| 85 | 2             | "無神論のワンダー・ツインズ" "' Around and the Wonder Twins of Atheism"                          | Michael Judd               | スティーブン・モラロ & Jeremy Howe & Nadiya Chettiar & Steve Holland & Connor Kilpatrick & Marie Cheng     | 2021年10月14日 | T12.17202 | 6.54                  |
| コニーはブレンダとジョージの仲を疑い詮索する。ジェフ牧師は子供たちを日曜学校で教えるためにロブ牧師を雇う。ミッシーはシェルドンと同じく無神論に目覚め、ロブ牧師は疑問を持つことを尊重する。 |               |                                                                                                  |                            | |                |           |                       |
| 86 | 3             | "さまよえる大人と高校生" "Potential Energy and Hooch on a Park Bench"                            | Nikki Lorre                | Steve Holland & Marie Cheng & Yael Glouberman & スティーブン・モラロ & Eric Kaplan & Nick Bakay            | 2021年10月21日 | T12.17203 | 6.36                  |
| ジョージーは高校を中退し、激怒した父に家を追い出され、ガールフレンドには捨てられてコニーの家に泊まる。家を借りるため、デイルに仕事を増やしてほしいと頼むも、板挟みになるのを恐れて断られる。シェルドンはスタージスを大学に戻そうとして断られ、リンクレターに口添えを頼む。スタージスとリンクレターは、老境の自分たちの研究にはさして希望がないことを話し合う。                                                                                  |               |                                                                                                  |                            | |                |           |                       |
| 87 | 4             | "コインランドリーに消えた夢" "Pish Posh and a Secret Back Room"                                  | Alex Reid                  | スティーブン・モラロ & Nick Bakay & Nadiya Chettiar & Steve Holland & Jeremy Howe & Connor Kilpatrick      | 2021年10月28日 | T12.17204 | 7.23                  |
| ジョージーは家賃を払って家のガレージに移ることにする。ミッシーはシェルドンと同じ部屋から出てジョージーの部屋に移り、シェルドンは寂しさのあまり鉄道模型に固執する。コニーは裏に違法なカジノがあることを楽しみにコインランドリーを買収する。デイルの友人の警察官がこれまで見逃していたカジノを取り締まる。 |               |                                                                                                  |                            | |                |           |                       |
| 88 | 5             | "グレムリンVSビッグフット" "Stuffed Animals and A Sweet Southern Syzygy"                         | Jeremy Howe                | Steve Holland & Eric Kaplan & Connor Kilpatrick & スティーブン・モラロ & Nadiya Chettiar & Yael Glouberman | 2021年11月4日  | T12.17205 | 7.12                  |
| メアリーが不在の間、ジョージはミッシーをデートに誘いたいと言うビリーや、リンクレターとの間の研究に行き詰ったシェルドンにアドバイスをする。ミッシーは怒り、シェルドンは感謝を言わずじまいとなる。コニーはカジノを禁止されたコインランドリーを持て余す。ジョージーは手助けは拒否するも、カジノを景品方式にして景品を買い取れば合法だと入れ知恵をする。                                                                                            |               |                                                                                                  |                            | |                |           |                       |
| 89 | 6             | "資金洗浄とホルモン大分泌" "Money Laundering and a Cascade of Hormones"                          | Nikki Lorre                | スティーブン・モラロ & Eric Kaplan & Jeremy Howe & Steve Holland & Nick Bakay & Marie Cheng                | 2021年11月11日 | T12.17206 | 7.04                  |
| 思春期のミッシーは日曜学校で若いロブ牧師にセックスについて質問する。メアリーは家でミッシーに性教育をしようとしてうまく行かず、ロブ牧師と一緒に日曜学校で性教育を施そうとする。親たちはこれに怒り、ミッシーは学校でバカにされる。スタージスはスーパーマーケットを解雇される。コニーはジョージーの助言通り、景品を仲介にしたカジノを始めて大金を稼ぐ。だがデイルの友人の警官が10%のみかじめ料を要求する。                                         |               |                                                                                                  |                            | |                |           |                       |
| 90 | 7             | "シェルドンとエンジニアリングのなれ初め" "An Introduction to Engineering and a Glob of Hair Gel" | Jaffar Mahmood             | Steve Holland & Nick Bakay & Yael Glouberman & スティーブン・モラロ & Jeremy Howe & Connor Kilpatrick      | 2021年11月18日 | T12.17207 | 6.95                  |
| シェルドンはブーシェ教授の教える土木工学のクラスを受講する。課題を出されて答案を提出するも破り捨てられることが繰り返される。学長や父を頼ってもブーシェはシェルドンに厳しく当たる。やっと正しい回答を出そうとするが遅刻して教室に入れてもらえない。ここからシェルドンのエンジニア嫌悪が始まる。一方、ジューンが足を怪我する。デイルがシャワーを手伝ったことでコニーは怒るもジューンと話して納得する。                                            |               |                                                                                                  |                            | |                |           |                       |
| 91 | 8             | "大総長と罪の巣窟" "The Grand Chancellor and a Den of Sin"                                       | Alex Reid                  | スティーブン・モラロ & Nick Bakay & Connor Kilpatrick & Steve Holland & Eric Kaplan & Nadiya Chettiar      | 2021年12月2日  | T12.17208 | 6.59                  |
| 大学の科学の必修科目単位が減らされると聞いたシェルドンは抗議するが、ヘイグマイヤー学長に嘘をつかれてごまかされる。メアリーはコニーのコインランドリー裏のカジノでジョージーが働いていると知り、やめさせようとするも果たせない。 |               |                                                                                                  |                            | |                |           |                       |
| 92 | 9             | "父と兄と殺人鬼のアドバイス" "The Yips and an Oddly Hypnotic Bohemian"                           | Kabir Akhtar               | Jeremy Howe & Marie Cheng & Ben Slaughter & Nick Bakay & Yael Glouberman & Alex Ayers                      | 2021年12月9日  | T12.17209 | 6.96                  |
| ミッシーが野球でイップスになり、シェルドンもテストでイップスになるもそれぞれ解決する。ジョージは隣人ブレンダの家を修理して親しくなりそうな雰囲気になる。ジョージは独身のピーターソン校長をブレンダとくっつけようと考える。 |               |                                                                                                  |                            | |                |           |                       |
| 93 | 10            | "バグの高い代償" "An Expensive Glitch and a Goof-Off Room"                                       | メリッサ・ジョーン・ハート | Steve Holland & Eric Kaplan & Jeremy Howe & スティーブン・モラロ & Nadiya Chettiar & Connor Kilpatrick     | 2022年1月6日   | T12.17210 | 7.39                  |
| シェルドンは授業間の時間の無駄について学長に文句を言い、寮の部屋を与えられる。他の学生に好かれるために部屋を貸し始めるも、使用目的に気づいた両親に止められる。スロットマシーンのバグによりジューンが1万1千ドルが当たり、賞金を払えないコニーはジューンを共同経営者にせざるを得ない。コニーはジューンとジョージーが始めたカジノの飾りつけを気に入らない。                                                                                        |               |                                                                                                  |                            | |                |           |                       |
| 94 | 11            | "無敗のサーディン・キング" "A Lock-In, a Weather Girl and a Disgusting Habit"                    | Alex Reid                  | スティーブン・モラロ & Nick Bakay & Connor Kilpatrick & Steve Holland & Jeremy Howe & Marie Cheng          | 2022年1月13日  | T12.17211 | 7.70                  |
| 教会で子供たちのお泊り会がある。メアリーは躊躇いながらもロブ牧師と煙草を吸う時間を楽しむ。留守番同士のジョージはブレンダと会うことをためらい、ピーターソンをバーに誘い、たまたまブレンダを引き合わせることになる。ジョージーは年齢を下に偽る29才の女性マンディと親しくなり、21才だと年齢を偽る。 |               |                                                                                                  |                            | |                |           |                       |
| 95 | 12            | "ピンクのキャデラックの誘惑" "A Pink Cadillac and a Glorious Tribal Dance"                       | Beth McCarthy-Miller       | Steve Holland & Nick Bakay & Yael Glouberman & スティーブン・モラロ & Eric Kaplan & Nadiya Chettiar        | 2022年1月20日  | T12.17212 | 7.98                  |
| メアリーは成功の象徴であるピンクのキャデラックに乗る元高校演劇部顧問のランディに出くわし、化粧品のセールスに誘われる。聖書の勉強会を利用して稼ぐも、罪の意識に悩んで辞める。シェルドンは両親には黙って春休みにテクサーカナでのコミコンに一人で出かける。知り合いや高校理科教師のギヴンスとバスで出くわし、宇宙家族ロビンソン、宇宙大作戦、新スタートレックの論争を楽しむ。                                                                      |               |                                                                                                  |                            | |                |           |                       |
| 96 | 13            | "大量の絆創膏とクーパー・サジナゲター" "A Lot of Band-Aids and the Cooper Surrender"             | Jaffar Mahmood             | スティーブン・モラロ & Jeremy Howe & Marie Cheng & Steve Holland & Nick Bakay & Connor Kilpatrick          | 2022年1月27日  | T12.17213 | 7.73                  |
| シェルドンは学生寮の隣人のオスカーとダレンに会い、一緒にゲームをする。チームの成績が悪いためにジョージは後援会の父兄たちに批判される。ミッシーはすね毛をバカにされて剃り切り傷を沢山こしらえ、コニーに頼る。 |               |                                                                                                  |                            | |                |           |                       |
| 97 | 14            | "スクラッチと女の武器" "A Free Scratcher and Feminine Wiles"                                     | Michael Judd               | Steve Holland & Eric Kaplan & Nadiya Chettiar & スティーブン・モラロ & Jeremy Howe & Connor Kilpatrick     | 2022年2月24日  | T12.17214 | 6.95                  |
| リンクレーターとスタージスとシェルドンは一つのプロジェクトで共同研究するも角突き合わせる。ヘイグマイヤー学長はプロジェクトリーダーとしてキャロル・リー博士をUCバークレーから呼ぶ。自分のアイデアが尻ぞ来られたシェルドンはリー博士を妨害しようとして防犯装置にひっかかる。メアリーはガソリンスタンドで宝くじをもらい、500ドルが当たる。ギャンブルを嫌うメアリーは賞金を使うことをためらい、ジョージと衝突する。コニーに説得されて食洗機を買う。 |               |                                                                                                  |                            | |                |           |                       |
| 98 | 15            | "親子デートと乙女心" "A Lobster, an Armadillo and a Way Bigger Number"                           | Alex Reid                  | スティーブン・モラロ & Nick Bakay & Jeremy Howe & Steven Holland & Eric Kaplan & Marie Cheng               | 2022年3月3日   | T12.17215 | 6.48                  |
| シェルドン、リンクレター、スタージスは天文台まで三日の旅行に出る。ミッシーはシェルドンを羨み、父ジョージとの親子デートは恥ずかしがるも運転を習うことに成功する。ジョージーは年齢を偽ったままマンディを家のガレージの自分の部屋に連れて来る。 |               |                                                                                                  |                            | |                |           |                       |
| 99 | 16            | "シェルドンの人間関係講座" "A Suitcase Full of Cash and a Yellow Clown Car"                      | Jaffar Mahmood             | Steve Holland & Nadiya Chettiar & Connor Kilpatrick & スティーブン・モラロ & Nick Bakay & Yael Glouberman  | 2022年3月10日  | T12.17216 | 6.79                  |
| コニーはカジノで大金を稼ぎ、ミッシーとシェルドンに多めのお小遣いを渡す。シェルドンはラジオシャックの株を、ミッシーは綿菓子の機械を買うも思い通りには行かない。ジョージは高校のコーチを解雇されそうになり、デイルの店で試しに働いてみる。デイルはジョージに店を任せ、一緒に引退し旅行しようと誘うも、コニーはスポーツカーを買い引退は嫌だと言う。二人は別れる。                                                                                  |               |                                                                                                  |                            | |                |           |                       |
| 100 | 17            | "悠々自適のピーナツ" "A Solo Peanut, a Social Butterfly and the Truth"                           | Alex Reid                  | チャック・ロレー & Jeremy Howe & Eric Kaplan & スティーブン・モラロ & Steve Holland & Connor Kilpatrick    | 2022年3月31日  | T12.17217 | 6.93                  |
| ペイジが東テキサス工科大でシェルドンに再会する。大学で孤独なペイジは、シェルドンの学生寮で友達がいることに驚き、思い悩む。コニーとデイルの別れの影響が続く。ジョージーは本当の年齢が17歳であることをマンディに打ち明けて怒らせ、後に妊娠を知らされる。 |               |                                                                                                  |                            | |                |           |                       |
| 101 | 18            | "夜来たる" "Babies, Lies and a Resplendent Cannoli"                                              | Shiri Appleby              | スティーブン・モラロ & Nick Bakay & Connor Kilpatrick & Steve Holland & Jeremy Howe & Marie Cheng          | 2022年4月14日  | T12.17218 | 6.85                  |
| アイザック・アシモフの死に衝撃を受けたシェルドンは、同じくファンであるリンクレターと、興味を示したスタージス、そして亡夫もファンであったコニーを『夜来たる』の読書会に誘う。リンクレターとスタージスはコニーがデイルに捨てられたと知って喜ぶ。ジョージーはマンディの妊娠のことをデイルに相談する。デイルの助言で父ジョージに打ち明ける。ミッシーはジェフ牧師の家で子守をして悲惨な体験をする。                                                  |               |                                                                                                  |                            | |                |           |                       |
| 102 | 19            | "繰り返すクーパー家の歴史" "A God-Fearin' Baptist and a Hot Trophy Husband"                      | Alex Reid                  | Nick Bakay & Nadiya Chettiar & Yael Glouberman & チャック・ロレー & Steven Molaro & Steve Holland          | 2022年4月21日  | T12.17219 | 7.26                  |
| マンディの妊娠を知らされたメアリーとジョージはかつて自分たちも妊娠を知って急ぎ結婚したことを思い出す。双子には秘密にしてブレンダに預ける間、コニーとマンディをディナーに招く。メアリーとジョージーは結婚を望むが、他の人々は慎重になる。 |               |                                                                                                  |                            | |                |           |                       |
| 103 | 20            | "シェルドン叔父さんとミッシー叔母さん" "Uncle Sheldon and a Hormonal Firecracker"                | Shiri Appleby              | Steve Holland & Eric Kaplan & Jeremy Howe & スティーブン・モラロ & Nick Bakay & Connor Kilpatrick          | 2022年4月28日  | T12.17220 | 6.91                  |
| マンディの妊娠をきっかけにメアリーとジョージは喧嘩をする。双子にも他の人にもマンディの妊娠を話し、やがて噂が街中に広がってメアリーの聖書の勉強会には誰も来ない。メアリーが自分の忠告は無視するも、ロブ牧師の似たような忠告は受け入れたことでジョージは怒る。 |               |                                                                                                  |                            | |                |           |                       |
| 104 | 21            | "ドーナツホールと感情の爆発" "White Trash, Holy Rollers and Punching People"                     | Jeremy Howe                | Nick Bakay & Connor Kilpatrick & Marie Cheng & チャック・ロレー & スティーブン・モラロ & Steve Holland     | 2022年5月12日  | T12.17221 | 6.93                  |
| ミッシーがジョージーを嘲笑した男の子を日曜学校で殴ったため、ジェフ牧師はメアリーに休暇を取らせる。マンディは家族に妊娠を告げるも突き放され、コニーに付き添われて産婦人科に行く。ジョージーも押しかける。ロブ牧師がクーパー家を訪ねてきたことで、嫉妬したジョージは怒って家を出て行く。メアリーは感情を爆発させ、ミッシーが慰める。 |               |                                                                                                  |                            | |                |           |                       |
| 105 | 22            | "思春期の到来とシェルドンスタイルの確立" "A Clogged Pore, a Little Spanish and the Future"       | Alex Reid                  | Steve Holland & Eric Kaplan & Yael Glouberman & スティーブン・モラロ & Nick Bakay & Nadiya Chettiar        | 2022年5月19日  | T12.17222 | 7.06                  |
| ジョージは不成績で解雇見込みとなり、自ら辞職する。メアリーはブレンダの働くボーリング場で職を得る。生まれてくる子のために金を必要とするジョージーは、たばこの仕入れのためにコニーとメキシコに行くも、国境で逮捕される。シェルドンにはニキビができる。 |               |                                                                                                  |                            | |                |           |                       |

### シーズン6
| 通算 話数 | シーズン 話数 | タイトル                                                                                               | 監督                       | 脚本 | 放送日         | 製作 番号 | U.S.視聴者数 (百万人) |
| --- | ------------- | --- | -------------------------- | --- | -------------- | --------- | --------------------- |
| 106 | 1             | "400カートンの未申告タバコとニブリンゴ" "Four Hundred Cartons of Undeclared Cigarettes and a Niblingo" | Alex Reid                  | チャック・ロレー & Nick Bakay & Jeremy Howe & スティーブン・モラロ & Steve Holland & Connor Kilpatrick     | 2022年9月29日  | T12.17701 | 6.88                  |
| コニーとジョージーが大量のタバコを持ち込もうとして逮捕されたため、ジョージとデイルがメキシコ国境まで行って罰金を払い釈放させる。双子はマンディに会う。メアリと双子は日曜に教会に行くも、歓迎されずに帰る。 |               | |                            | |                |           |                       |
| 107 | 2             | "双子の金策" "Future Worf and the Margarita of the South Pacific"                                      | Beth McCarthy-Miller       | Steve Holland & Nick Bakay & Yael Glouberman & スティーブン・モラロ & Eric Kaplan & Nadiya Chettiar        | 2022年10月6日  | T12.17702 | 6.96                  |
| 双子は両親が失業したために家計を心配する。ミッシーはシェルドンの行きつけのコミック・ブックストアに雇われる。シェルドンはスタートレックの脚本を書いて売ろうとするも、周囲の感想は芳しくない。メアリーはブレンダのボウリング場に雇われて、かつて自分が子守をした女性とロブ牧師がデートしているのを知って酔っ払う。コニーはリンクレターとデートをする。 |               | |                            | |                |           |                       |
| 108 | 3             | "倫理的ジレンマの苦悩" "Passion's Harvest and a Sheldocracy"                                           | Jeremy Howe                | チャック・ロレー & スティーブン・モラロ & Connor Kilpatrick & Steve Holland & Nick Bakay & Marie Cheng     | 2022年10月13日 | T12.17703 | 7.25                  |
| メアリーはコニーにもらったロマンス小説に夢中となり自分でも書き始める。マンディは家賃を払えずにアパートを追い出され、ジョージ―のガレージに住んだのちにコニーの家に移る。シェルドンはスタージスの出した倫理学の宿題に苦労する。 |               | |                            | |                |           |                       |
| 109 | 4             | "ブロンドの野心とゼロの概念" "Blonde Ambition and the Concept of Zero"                                 | シリ・アップルビー         | Steve Holland & Eric Kaplan & Nadiya Chettiar& スティーブン・モラロ & Jeremy Howe & Connor Kilpatrick      | 2022年10月20日 | T12.17704 | 6.80                  |
| シェルドンは留年の危機を迎えたビリーに数学を教えるも、ゼロの実在に疑念を抱く。ミッシーは恋愛でマンディに相談をして以降憧れるようになり、ついには髪をブロンドに染めて両親を驚かせる。 |               | |                            | |                |           |                       |
| 110 | 5             | "寮長の威厳" "A Resident Advisor and the Word 'Sketchy'"                                               | Alex Reid                  | チャック・ロレー & Steve Holland & Nick Bakay & スティーブン・モラロ & Jeremy Howe & Yael Glouberman       | 2022年10月27日 | T12.17705 | 7.07                  |
| シェルドンは一晩泊まった学生寮の無秩序ぶりに耐えられず、学長ヘイグマイヤーに頼んで寮長にしてもらう。静謐と規律を強制しようとするが無視される。コニーとデイルはテキサスでは違法であるビデオポーカーの機械をミシシッピーに買い付けに行く。帰り道で売り手に恐喝されて逃げる。 |               | |                            | |                |           |                       |
| 111 | 6             | "ダサい車と魂の抜けたコーチ" "An Ugly Car, an Affair and Some Kickass Football"                        | Nikki Lorre                | Steve Holland & スティーブン・モラロ & Connor Kilpatrick & Eric Kaplan & Nadiya Chettiar & Marie Cheng     | 2022年11月3日  | T12.17706 | 6.89                  |
| ジョージの後任のコーチであるウィルキンスは妻の浮気がもとで腑抜けとなり、ジョージが家に引き取る。校長のピーターソンは臨時にジョージをコーチとしたのち、正式に再雇用する。ウィルキンスの職も守られる。ジョージ―はムスタングを家族用のワゴンに買い替える。マンディはコニーとジョージ―のカジノ事業のことを知り、息子の教育資金になると喜ぶ。 |               | |                            | |                |           |                       |
| 112 | 7             | "頑固な母親と失われたメモ" "A Tougher Nut and a Note on File"                                          | Michael Judd               | Jeremy Howe & Yael Glouberman & Ben Slaughter & Steve Holland & スティーブン・モラロ & Nick Bakay          | 2022年11月10日 | T12.17707 | 7.13                  |
| ジョージ―は、マンディと、娘の妊娠を知って怒る両親との仲介をしようとする。シェルドンは助成金を探せるオンラインデータベースのアイデアを思いつく。 |               | |                            | |                |           |                       |
| 113 | 8             | "発明と利権をめぐる争い" "Legalese and a Whole Hoo-Ha"                                                 | Alex Reid                  | Steve Holland & Nick Bakay & Eric Kaplan スティーブン・モラロ & Jeremy Howe & Connor Kilpatrick            | 2022年12月8日  | T12.17708 | 7.18                  |
| ヘイグマイヤー学長はシェルドンの助成金データベースの事業化を考え、大学と自分に有利な契約を結びたがる。リンクレターも利益の分け前を欲しがる。シェルドンの両親は息子の利益を守るために弁護士を雇う。科学に貢献したいシェルドンは板挟みとなる。ジェフ牧師と信徒たちは、コニーのビデオレンタル店の性的な内容を含む作品に抗議する。コニーとマンディは反発するも、裏のビデオポーカー店を守りたいジョージ―は妥協しようとする。コニーとマンディはジェフ牧師の妻や教会の長老たちのレンタル履歴を見つけて逆襲する。 |               | |                            | |                |           |                       |
| 114 | 9             | "メドフォードの奇跡" "College Dropouts and the Medford Miracle"                                        | Nikki Lorre                | スティーブン・モラロ & Connor Kilpatrick & Marie Cheng & Steve Holland & Nadiya Chettiar & Yael Glouberman | 2023年1月5日   | T12.17709 | 7.43                  |
| シェルドンは大学に頼らず個人投資家を集めようとするも、若さが障害となりスタージスをパートナーとする。ジョージは高校フットボール・チームのコーチに復帰して勝利を続ける。だが周囲はチームのために祈るようになったロブ牧師のおかげだと信じる。ミッシーが付き合おうとするディーンは、コニーに亡くなった祖母の面影を見出して慕い、ミッシーを困惑させる。 |               | |                            | |                |           |                       |
| 115 | 10            | "メアリーの友達作り" "Pancake Sunday and Textbook Flirting"                                            | Jaffar Mahmood             | Steve Holland & Nick Bakay & Jeremy Howe & スティーブン・モラロ & Eric Kaplan & Connor Kilpatrick          | 2023年1月12日  | T12.17710 | 7.20                  |
| 教会に行かなくなったメアリーは暇をかこつ。ブレンダの友人たちと飲んで、ブレンダの不倫の噂を聞く。いまだにジョージ―と結婚する気のないマンディは、ジョージ―に別の女性アマンダとのデートを薦めるも公開する。 |               | |                            | |                |           |                       |
| 116 | 11            | "シェルドンと大学の仁義なき戦い" "Ruthless, Toothless, and a Week of Bed Rest"                         | Alex Reid                  | スティーブン・モラロ & Eric Kaplan & Nadiya Chettiar & Steve Holland & Jeremy Howe & Marie Cheng           | 2023年2月2日   | T12.17711 | 7.31                  |
| マンディは医師から安静を命じられる。ミッシーは、ジョージとブレンダが鳥小屋で会っているのをビリーが見たとジョージに話す。ヘイグマイヤー学長とリンクレターは、独自に助成金データベースを製作し始め、シェルドンとスタージスを妨害する。 |               | |                            | |                |           |                       |
| 117 | 12            | "ベビーシャワーと男性ホルモンたっぷりの会話" "A Baby Shower and a Testosterone-Rich Banter"            | Jeremy Howe                | Steve Holland & スティーブン・モラロ & Connor Kilpatrick & Eric Kaplan & Nadiya Chettiar & Yael Glouberman | 2023年2月9日   | T12.17712 | 7.73                  |
| メアリーはベビーシャワーを計画し、マンディの家族を招待するが、マンディと母のオードリーが衝突する。マンディはジョージ―が他の女性とデートすることに複雑な感情を覚える。 |               | |                            | |                |           |                       |
| 118 | 13            | "デア・プログラムの教え" "A Frat Party, a Sleepover and the Mother of All Blisters"                    | ジェイソン・アレクサンダー | チャック・ロレー & Steve Holland & Nick Bakay & スティーブン・モラロ & Jeremy Howe & Connor Kilpatrick     | 2023年2月16日  | T12.17713 | 7.30                  |
| シェルドンは、寮の隣の部屋のパーティーに出ていたペイジに再会する。ペイジは大学を中退し孤独に苦しんでいる。シェルドンは、両親を騙してパーティーに出ていたミッシーに出くわし、二人でペイジを介抱する。デイルはコニーの家に連泊するが、一緒に住まないほうが楽であることを発見する。 |               | |                            | |                |           |                       |
| 119 | 14            | "ローンチ・パーティーとヒト一人の創造" "A Launch Party and a Whole Human Being"                        | Alex Reid                  | スティーブン・モラロ & Connor Kilpatrick & Marie Cheng & Steve Holland & Jeremy Howe & Nadiya Chettiar     | 2023年3月2日   | T12.17714 | 7.62                  |
| シェルドンのデータベースのロン―チパーティーの日、マンディが急に産気づく。ジョージとブレンダ、メアリーとロブ牧師が病院で鉢合わせとなり揉め事になる。生まれた娘はコンスタンスと名付けられる。データベースには購読者が現れず、シェルドンはショックを受ける。 |               | |                            | |                |           |                       |
| 120 | 15            | "怒れる十代と失敗を受け入れる方法" "Teen Angst and a Smart-Boy Walk of Shame"                          | Shiri Appleby              | Steve Holland & Nick Bakay & Connor Kilpatrick & スティーブン・モラロ & Nadiya Chettiar & Yael Glouberman  | 2023年3月9日   | T12.17715 | 7.66                  |
| シェルドンはデータベースの失敗と向き合おうとする。マンディは子育てに苦労する。メアリーとジョージはそれぞれロブ牧師とブレンダに好意を持っていることを認めあう。疎外感を味わったミッシーは家出する。 |               | |                            | |                |           |                       |
| 121 | 16            | "盗まれたトラックの行方" "A Stolen Truck and Going on the Lam"                                         | Ruby Stillwater            | スティーブン・モラロ & Eric Kaplan & Jeremy Howe                                                           | 2023年3月30日  | T12.17716 | 7.13                  |
| 122 | 17            | "学びのある春休み" "A German Folk Song and an Actual Adult"                                            | Kabir Akhtar               | Steve Holland & Jeremy Howe & Nadiya Chettiar & スティーブン・モラロ & Eric Kaplan & Yael Glouberman       | 2023年4月13日  | T12.17717 | 6.88                  |
| ミッシーが家出の罰で外出禁止とテレビ禁止となったため、シェルドンは代わりにビバリーヒルズ高校白書を見て口伝してやる。メアリーはブレンダと喧嘩してボウリング場を辞める。後にブレンダが訪ねて来て、ジョージは妻以外の誰かが話しやすかっただけだと話す。誕生日の日、ジョージ―はアマンダと別れてマンディのもとに帰りプロポーズする。 |               | |                            | |                |           |                       |
| 123 | 18            | "不意打ちの余波" "Little Green Men and a Fella's Marriage Proposal"                                    | Matthew A. Cherry          | スティーブン・モラロ & Jeremy Howe & Marie Cheng & Steve Holland & Eric Kaplan & Nadiya Chettiar           | 2023年4月27日  | T12.17718 | 7.20                  |
| 突然のプロポーズに驚いたマンディは拒絶する。ミッシーはビリーとの約束を破る。シェルドンは大学の機材で異星人を探す。 |               | |                            | |                |           |                       |
| 124 | 19            | "新お天気お姉さんと赤ちゃんの行方" "A New Weather Girl and a Stay-at-Home Coddler"                     | Alex Reid                  | Steve Holland & Eric Kaplan & Yael Glouberman & スティーブン・モラロ & Jeremy Howe & Connor Kilpatrick     | 2023年5月4日   | T12.17719 | 7.14                  |
| マンディは地元局のお天気お姉さんの職に応募する。シェルドンは志望するカリフォルニア工科大学大学院進学のために夏期講習の実績が必要だと知って焦る。スタージスがドイツの大学での夏季研究プログラムを紹介する。 |               | |                            | |                |           |                       |
| 125 | 20            | "なんとしてもドイツへ" "German for Beginners and a Crazy Old Man with a Bat"                           | Nikki Lorre                | スティーブン・モラロ & Jeremy Howe & Connor Kilpatrick & Steve Holland & Nadiya Chettiar & Marie Cheng     | 2023年5月11日  | T12.17720 | 6.69                  |
| 裏カジノは強盗に遭う。ミッシーはジェフ牧師の姪のトーニャと友達になる。シェルドンはドイツ行きの旅費の工面に苦労するが、リンクレター教授とジェフ牧師から多額の寄付をもらう。 |               | |                            | |                |           |                       |
| 126 | 21            | "ロマンチックな旅行とエークリッヒな食事" "A Romantic Getaway and a Germanic Meat-Based Diet"           | Michael Judd               | Steve Holland & Jeremy Howe & Connor Kilpatrick & スティーブン・モラロ & Eric Kaplan & Yael Glouberman     | 2023年5月18日  | T12.17721 | 6.89                  |
| マンディはジョージ―の求婚を受け入れる。シェルドンはミッシーがトーニャと夜に出歩いていることを両親に告げ口してミッシーを怒らせる。メアリーがシェルドンのドイツ行きに同行することになる。 |               | |                            | |                |           |                       |
| 127 | 22            | "漏斗雲と10時間のフライト" "A Tornado, a 10-Hour Flight and a Darn Fine Ring"                          | Alex Reid                  | スティーブン・モラロ & Jeremy Howe & Nadiya Chettiar & Steve Holland & Connor Kilpatrick & Ben Slaughter   | 2023年5月18日  | T12.17722 | 6.97                  |
| シェルドンとメアリーはドイツへ出発する。大きな竜巻が町を襲い、コニーの家は崩壊し多額の現金が散乱する。ジェフ牧師はコニーの裏カジノのことを知る。 |               | |                            | |                |           |                       |

## スピンオフシリーズ
スピンオフシリーズ"Georgie & Mandy's First Marriage"が2024-2025シーズンに放送予定である。